# Apogäumsmotor

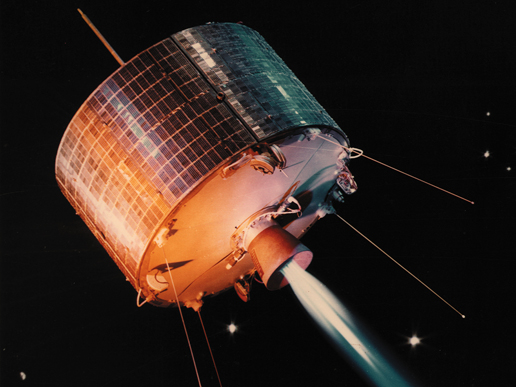
Syncom 1 zündet seinen Apogäumsmotor (künstlerische Darstellung)

Der Apogäumsmotor (englisch Apogee Boost Motor oder Apogee Kick Motor) ist ein Raketentriebwerk eines Satelliten zum Erreichen der endgültigen Umlaufbahn.
Trägerraketen bringen Satelliten nicht direkt in eine hohe Kreisumlaufbahn. Stattdessen setzen sie die Nutzlast in einer stark elliptischen Bahn ab, deren Apogäum (erdferner Punkt) dem Radius der gewünschten Bahn nahekommt. Die Transferbahn heißt bei geostationären Satelliten Geostationäre Transferbahn (abk. engl. GTO), wenn der Satellit geostationär positioniert werden soll. Der Name für den Apogäumsmotor leitet sich vom Zündzeitpunkt ab. Durch das Starten des Motors im Apogäum hebt er das Perigäum (erdnaher Punkt) an und vermindert die Exzentrizität der Satellitenbahn.
Verschiedene Technologien kommen bei Apogäumstriebwerken zum Einsatz:
- Feststofftriebwerk: bei kleineren Satelliten kommt häufig ein kleines Feststoffraketentriebwerk zum Einsatz. Dieses hebt während der ca. eine Minute dauernden Brennphase im Apogäum das Perigäum an. Weil es nur einmal gezündet werden kann, ist eine Korrektur (z. B. bei einer fehlerhaften Ausrichtung des Satelliten) nicht möglich. In den meisten Fällen bleibt das Triebwerk mit dem Satelliten verbunden, aber speziell bei zahlreichen Wettersatelliten wird es abgestoßen.
- Flüssigtreibstofftriebwerk: Hierbei handelt es sich um ein kleines Triebwerk, das mit lagerfähigen Treibstoffen (meistens Distickstofftetroxid oder Mixed Oxides of Nitrogen und Monomethylhydrazin) über eine Druckgasförderung versorgt wird. Charakteristisch für das Triebwerk ist ein relativ geringer Schub, bei der S400-Triebwerksfamilie von EADS sind es zum Beispiel je nach Version ca. 400–425 N. Gleichzeitig ist eine lange Brennzeit typisch, oft fünf bis zehn Minuten. Die Anhebung des Perigäums erfolgt durch mehrfaches Zünden des Triebwerks bei mehreren Passagen des Apogäums. Die meisten Apogäumsmotoren sind heute (2013) Flüssigtreibstofftriebwerke.
- Ionentriebwerk: Eine Besonderheit stellen hier die neuen Ionenantriebe dar, die sich durch geringeren Schub, dafür aber extrem lange Brenndauern auszeichnen: der Schub liegt mit etwa 70 mN deutlich niedriger, die Brenndauer ist auf viele Tage in Intervallen ausgedehnt. Zur Verwendung der Ionentriebwerke ist ein besonderer GTO erforderlich, außerdem ein leistungsfähiger Stromgenerator. Es gibt inzwischen ein Satellitenmodell, das nur Ionentriebwerke besitzt, die Xenon ausstoßen. Durch die Verwendung des Ionenantriebs als Apogäumsmotor sollen diese Satelliten nur 33 % bis 50 % des Gewichts haben wie ein Satellit gleicher Leistung mit Flüssigtreibstoff-Apogäumsmotor. Dafür dauert die Anhebung des Perigäums zum Erreichen des geostationären Orbits aber einige Monate.[1]